# BMW 132
El BMW 132 era un motor aeronáutico de tipo radial producido por la firma alemana Bayerische Motorenwerke - BMW a partir de 1933. Fue fruto del desarrollo del Pratt & Whitney R-1690 Hornet, motor norteamericano de nueve cilindros que fabricó a partir de 1928 bajo licencia; inicialmente prácticamente sin cambios bajo la designación BMW Hornet.

## Diseño y desarrollo
Bayerische Motorenwerke - BMW con fecha de 3 de enero de 1928, firma un contrato para fabricar bajo licencia motores radiales refrigerados por aire de la compañía estadounidense Pratt & Whitney . El modelo de nueve cilindros Pratt & Whitney R-1690 Hornet en un principio se fabricó por la subsidiaria BMW Flugmotorenbau GmbH  prácticamente sin cambios en su diseño original bajo la designación comercial BMW Hornet, mientras se iniciaba un programa de desarrollo de mejoras del modelo.
Así que, pronto BMW se embarcó en su propio desarrollo del motor en el contexto de un programa de actualización de sus propios modelos para presentar al mercado de la aviación; el resultado fue el BMW 132, esencialmente una versión mejorada del motor Hornet, que entró en producción en 1933. En los años siguientes se produjeron versiones cada vez más potentes, equipándose con un sistema de inyección de combustible en lugar de los carburadores Mona-Hobson originales; sin embargo, estos motores siguieron en producción para propulsar aviones de uso civil. 
Los motores tenían una cilindrada de 27,7 l y generaban hasta 960 PS (950 hp; 710 kW) según el modelo.
A partir del 132 se desarrolló en 1935 el BMW 114, un motor radial refrigerado por aire de nueve cilindros destinado al uso de aviones militares y más tarde los BMW 134 de 9 cilindros y BMW 139 de 18 cilindros, este último obtenido combinando las dos estrellas de 9 cilindros; en todos ellos, el trabajo no avanzó más allá de los motores prototipo.
El BMW 132 encontró un uso generalizado en aeroplanos de transporte, siendo el motor propulsor de muchos de ellos; desde el útil y numeroso Junkers W 34 pasando por el ubicuo trimotor Junkers Ju 52 , hasta el novedoso cuatrimotor de pasaje Focke-Wulf Fw 200 durante gran parte de su vida operativa, equipando numerosos modelos alemanes de la época, convirtiéndose en uno de los motores de aviación que impulsaron la reconstrucción de la aviación alemana durante el Período de entreguerras y que más tarde propulsó otros modelos de diversos cometidos al servicio de la renacida Luftwaffe.

## Variantes
132A725 PS (715 hp, 533 kW)
132Dc850 PS (838 hp, 625 kW)
132De880 PS (868 hp, 647 kW)
132J/K960 PS (947 hp, 706 kW) con rpm más altas
132N865 PS (853 hp, 636 kW)
132T730 PS (720 hp, 537 kW)
ENMASA (Empresa Nacional de Motores de Aviación, S.A.) Beta B1 / B1A / B3 / B4 (versión española con licencia)
(9E-C29-775) 785 PS (stroke 174,6 milímetros (6,87 plg), 29,85 litros (1821,6 plg³))

## Aplicaciones
- Arado Ar 196
- Arado Ar 197
- Blohm & Voss Ha 140
- Blohm & Voss BV 141
- Blohm & Voss BV 142
- Dornier Do 17P-1/P-2
- Focke-Wulf Fw 200 Condor
- Heinkel He 111G-3 (V14)
- Heinkel He 114
- Heinkel He 115
- Henschel Hs 123
- IAR 38
- Junkers W 34
- Junkers Ju 160
- Junkers Ju 52/3m
- Junkers Ju 86 E-1/E-2
- Junkers Ju 90

## Especificaciones técnicas (BMW 132 Dc)[4]
Características generales
Tipo

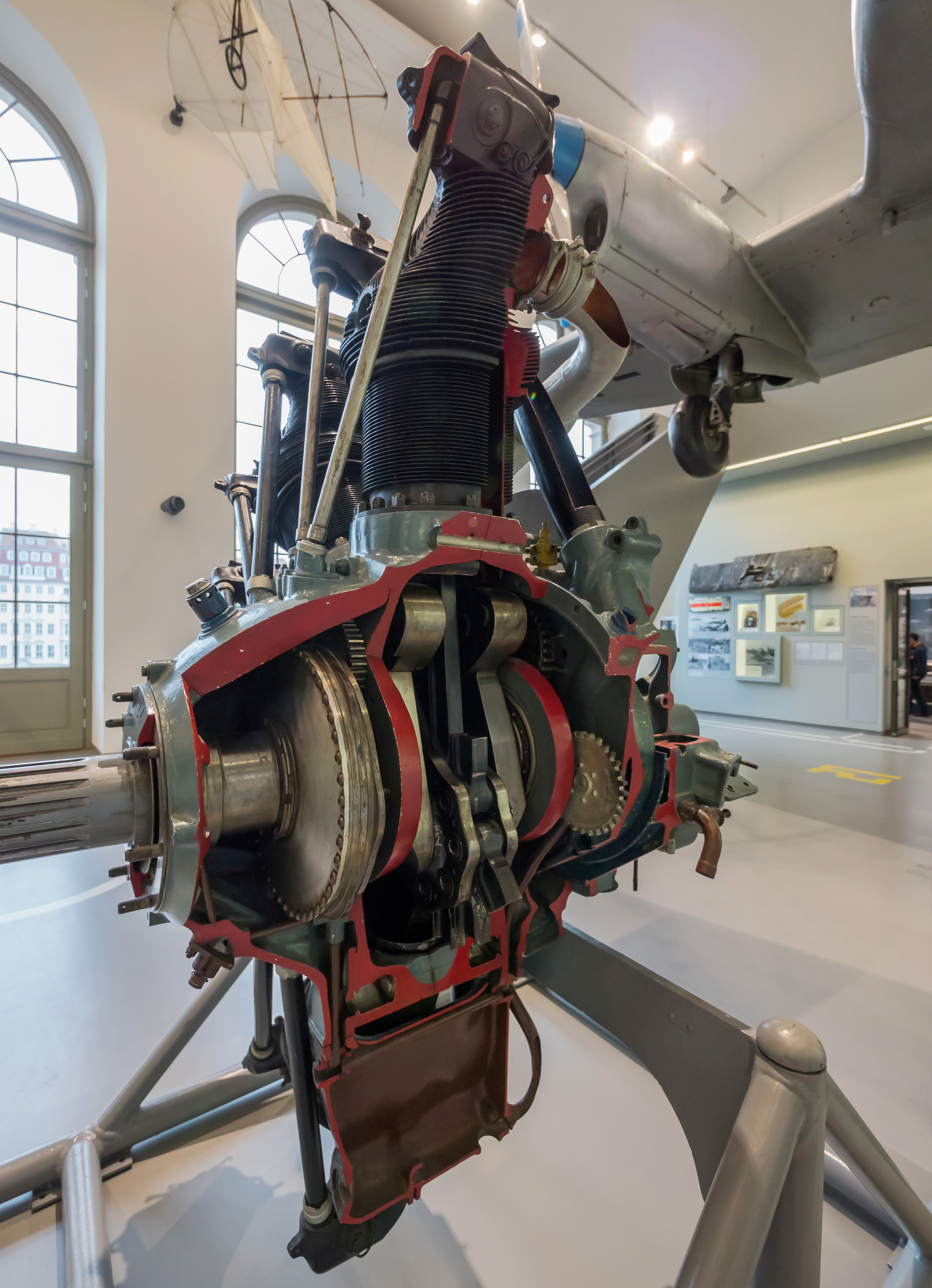
BMW 132 A; Verkehrsmuseum Dresden Luftfahrt

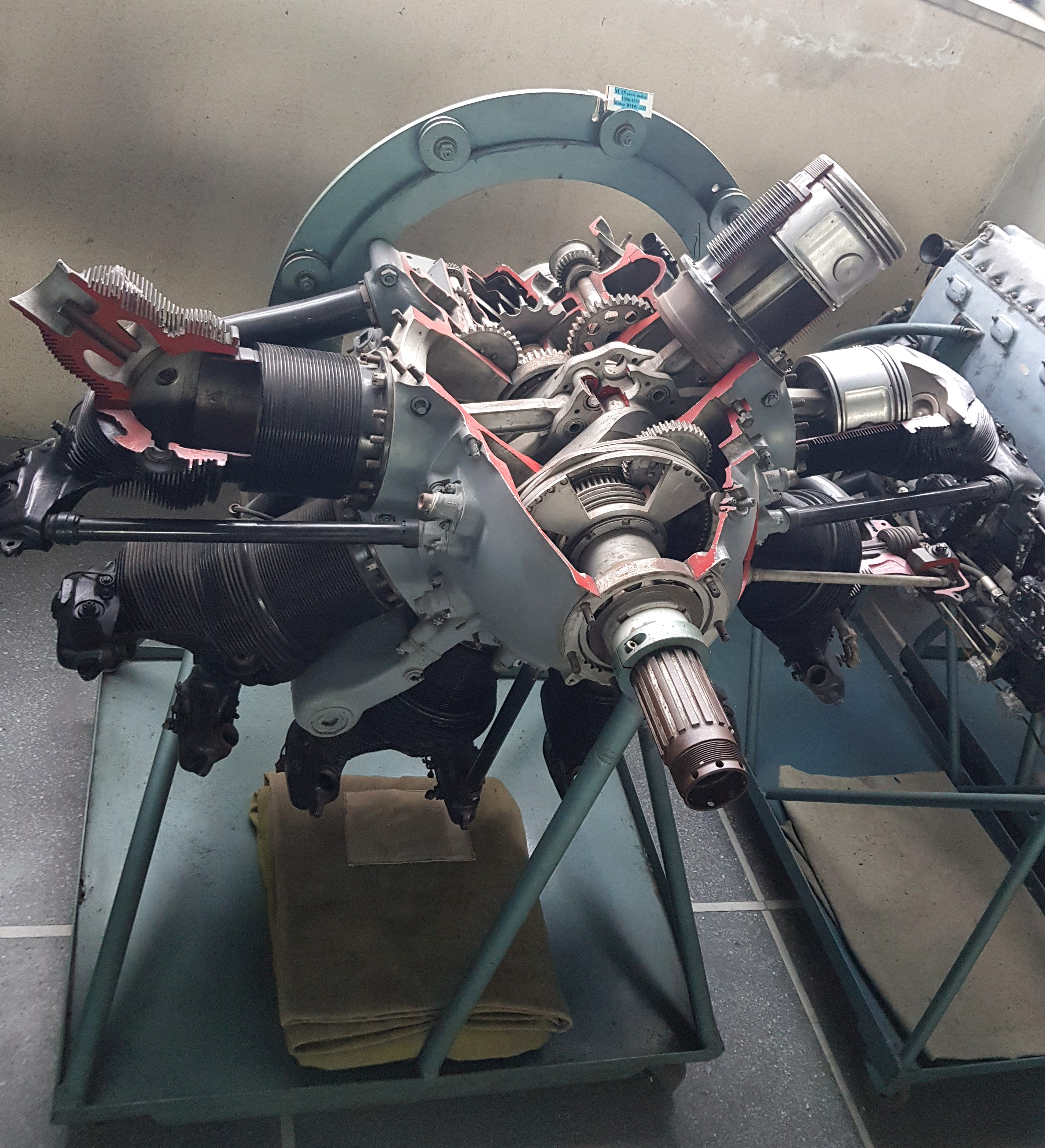
Motor BMW 132 Serie M15, Museo Militar de Bucarest

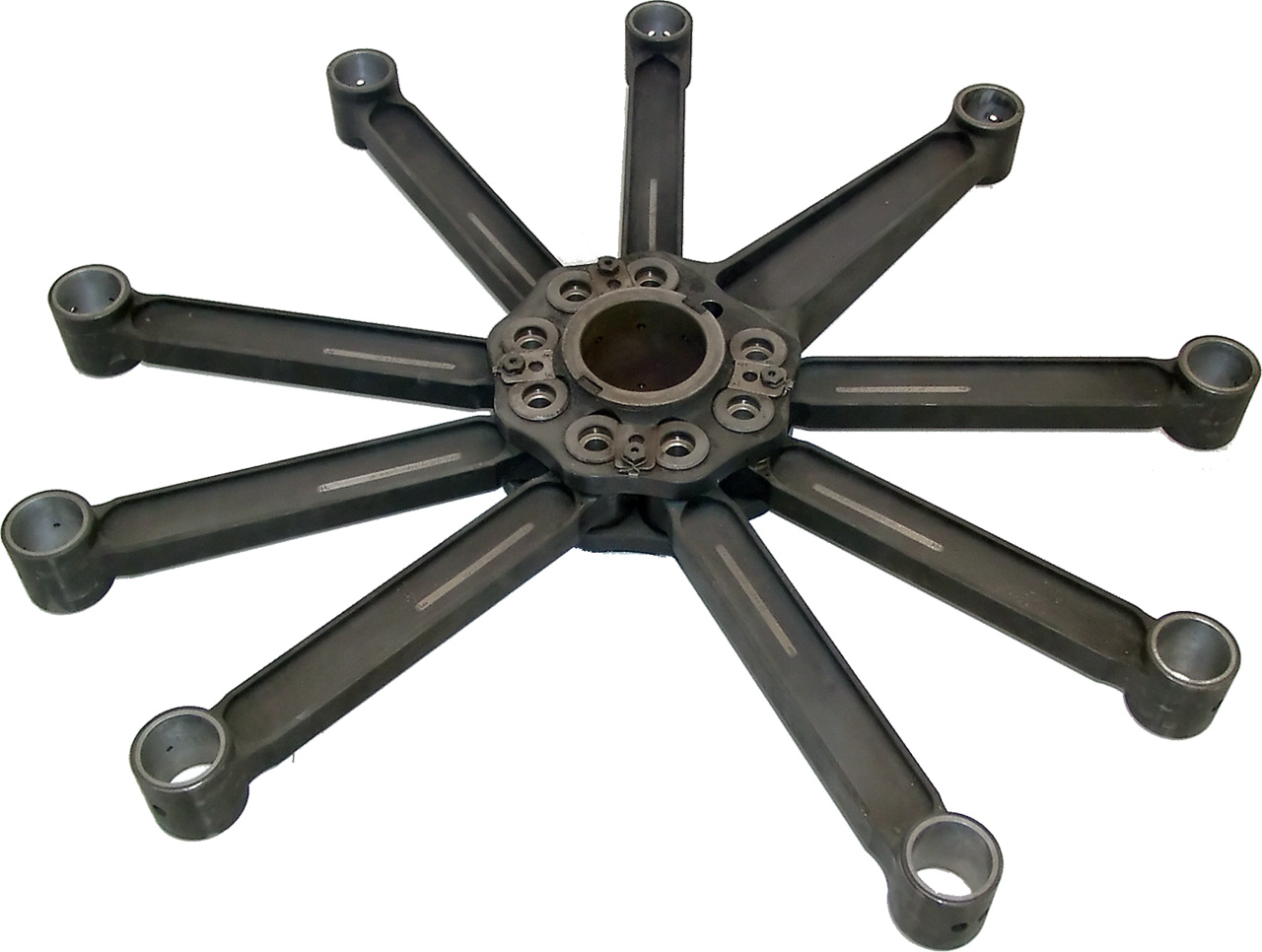
Biela Maestra y bielas articuladas

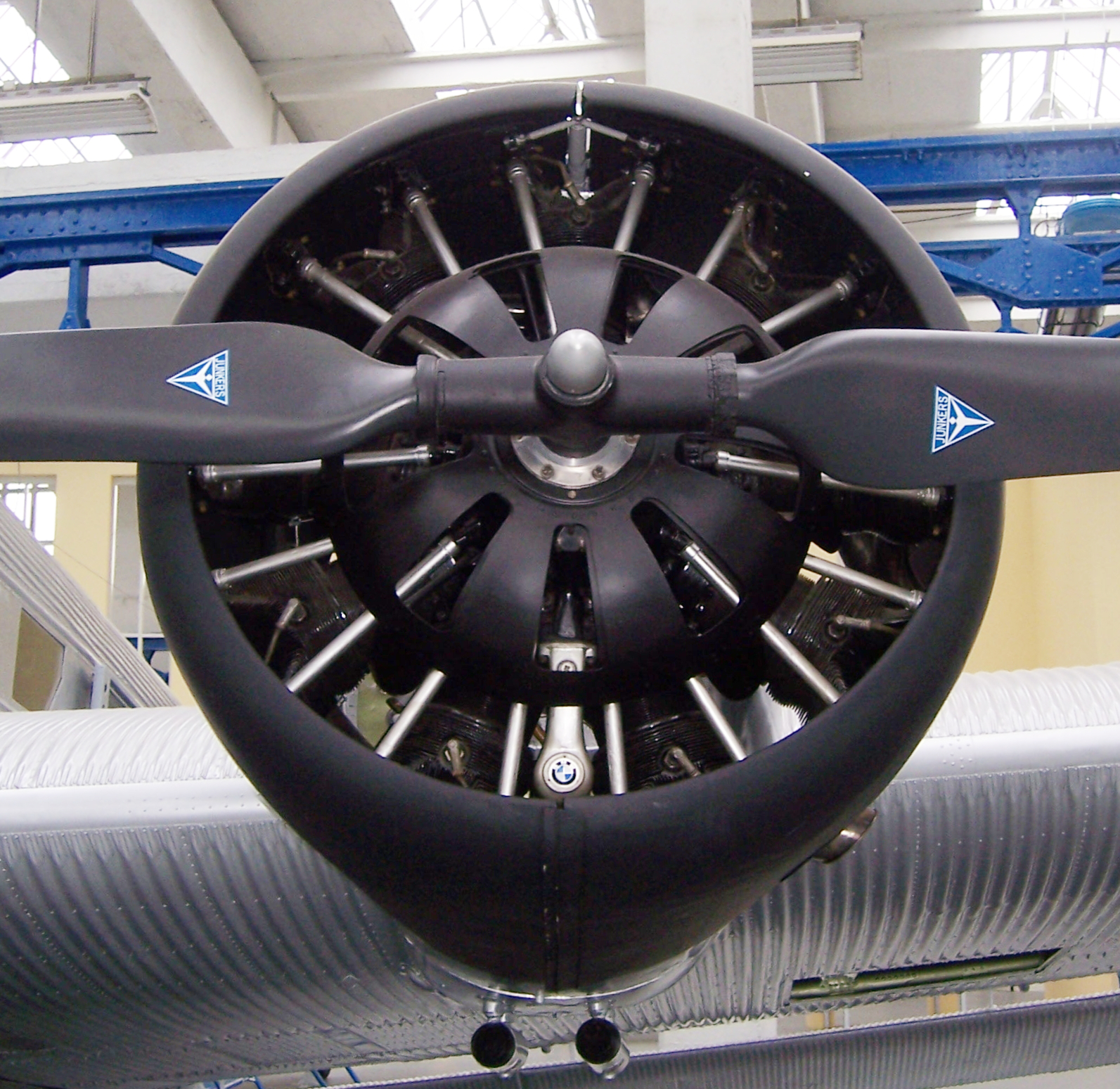
Detalle del BMW 132 en Ju 523m en el Technikmuseum Hugo Junkers, Dessau

- Motor radial sobrealimentado; una estrella de 9 cilindros refrigerado por aire

Diámetro
- 155,6 mm

Carrera
- 161,9 mm

Cilindrada
- 27,72 l

Longitud
- 1411 mm

Diámetro
- 1380 mm

Peso seco
- 525 kg

Componentes
Tren de válvulas
- Dos válvulas en cabeza por cilindro

Sobrealimentador
- Tipo centrífugo de una sola velocidad clasificado para 2600 m

Sistema de combustible
- Carburador Mona-Hobson

Combustible
- Gasolina de 87 octanos

Sistema de aceite
- Sistema de presión a 6–7,5 bar (600–750 kPa)

Refrigeración
- Refrigerado por aire

Engranaje de reducción
- Engranaje planetario Farman, 0,62:1

Rendimiento
Salida de potencia
- 850 PS (838 hp; 625 kW) para despegue a 2450 rpm (1 min) al nivel del mar
- 780 PS (769 hp; 574 kW) a 2350 rpm (5 min) al nivel del mar
- 690 PS (681 hp; 507 kW) a 2250 rpm (30 minutos) al nivel del mar
- 550 PS (542 hp; 405 kW) a 2100 rpm (duración máxima) al nivel del mar
- 500 PS (493 hp; 368 kW) a 2000 rpm (rango máx.) al nivel del mar

Potencia específica
- 28,15 PS/l (20,70 kW/l)

Relación de compresión
- 6,5:1

Consumo específico de combustible
- 0,24 kg/PSh (0,326 kg/kWh) a 2100 rpm

Consumo de aceite
- 0,003–0,007 kg/PSh (0,004–0,010 kg/kWh) a 2100 rpm

Relación potencia-peso
- 1,49 PS/kg (1,10 kW/kg)

BMEP
- 9,75 bares (141,4 psi)